# مطار زغرب
مطار فرانيو تودجمان (بالكرواتية: Zračna luka Franjo Tuđman Zagreb)(إياتا: ZAG، إيكاو: LDZA) أو مطار زغرب (بالكرواتية: Zračna luka Zagreb)هو مطار دولي يخدم مدينة زغرب. يعد أكبرمطار دولي في كرواتيا والأكثر ازدحاما. في 2017، شهد المطار مرور حوالي 3.1 مليون مسافر وما يقارب 12 ألف طن من اللبضائع.
سمي على اسم فرانجو توزمان وهو أول رئيس لكرواتيا، يقع المطار على بعد حوالي 10 كم (6.2 ميل) جنوب شرق محطة زغرب المركزية  في فيليكا جوريكا. وهي مركز لشركة الخطوط الجوية الكرواتية. تقع القاعدة الرئيسية لسلاح الجو الكرواتي أيضًا في مباني المطار. علاوة على ذلك ، فإن إدارة مراقبة الحركة الجوية الكرواتية تقع على أراضي المطار.

## شركات الطيران والوجهات

### الركاب
| شركـات طيـران                   | الوجهات |
| ------------------------------- | --- |
| طيران إيجيان                    | مطار أثينا الدولي |
| الخطوط الجوية الفرنسية          | مطار باريس شارل ديغول |
| طيران صربيا                     | مطار بلغراد نيكولا تسلا |
| طيران ترانسات                   | موسمي: مطار تورونتو بيرسون الدولي |
| الخطوط الجوية النمساوية         | مطار فيينا الدولي |
| الخطوط الجوية البريطانية        | مطار لندن هيثرو |
| الخطوط الجوية الكرواتية         | مطار سخيبول أمستردام، مطار بروكسل الدولي، مطار كوبنهاغن، مطار دوبروفنيك، مطار فرانكفورت، مطار لندن هيثرو، Mostar، مطار ميونخ الدولي، مطار باريس شارل ديغول، Pula، مطار ليوناردو دا فينشي، مطار سراييفو الدولي، مطار سكوبية الدولي، مطار سبليت، مطار فيينا الدولي، مطار زادار، مطار زيورخ الدولي موسمي: مطار أثينا الدولي، مطار برشلونة الدولي، Brač، مطار دبلن الدولي، مطار بن غوريون الدولي                                                                                   |
| إل عال                          | موسمي: مطار بن غوريون الدولي |
| يورو وينجز                      | مطار كولونيا بون الدولي، مطار شتوتغارت الدولي موسمي: مطار دوسلدورف الدولي |
| فين إير                         | موسمي: مطار هلسنكي فانتا |
| فلاي دبي                        | مطار دبي الدولي |
| Freebird Airlines               | موسمي عارض: مطار أنطاليا |
| أيبيريا (شركة طيران)            | موسمي: مطار مدريد باراخاس الدولي |
| الخطوط الجوية الملكية الهولندية | مطار سخيبول أمستردام |
| خطوط لوت الجوية البولندية       | مطار وارسو فريدريك شوبان |
| لوفتهانزا                       | مطار فرانكفورت، مطار ميونخ الدولي |
| آير شاتل النرويجية              | موسمي: مطار كوبنهاغن |
| الطيران الجديد تونس             | موسمي عارض: مطار الحبيب بورقيبة الدولي (تبدأ في 21 يونيو 2023) |
| الخطوط الجوية القطرية           | مطار حمد الدولي |
| رايان إير                       | مطار بازل ميلوز فريبورغ الأوروبي، مطار بوفيه - تيه، مطار أوريو أل سيريو، مطار بروكسل شارلروا الجنوب، مطار دبلن الدولي، مطار آيندهوفن، Gothenburg، مطار فرانكفورت هان، مطار كارلسروه/بادن-بادن، مطار لندن ستانستد، مطار مالقة الدولي، مطار مالطا الدولي، مطار مانشستر، مطار ميمينجين، مطار نابولي، Paphos، مطار بودغوريتسا الدولي، مطار ليوناردو دا فينشي، مطار ساندفيورد، تورب، مطار صوفيا، مطار ويزي موسمي: مطار براتيسلافا الدولي، Brindisi، Corfu، Kos، Malmö، Thessaloniki |
| Trade Air                       | Osijek، Pula، مطار سبليت، مطار زادار |
| الخطوط الجوية التركية           | مطار إسطنبول الدولي |
| خطوط فيولينغ الجوية             | موسمي: مطار برشلونة الدولي |

### الشحن
| شركـات طيـران     | الوجهات                                    |
| ----------------- | ------------------------------------------ |
| دي إتش إل للطيران | مطار لايبزيغ هاله                          |
| MNG Airlines      | مطار إسطنبول الدولي، مطار باريس شارل ديغول |